# Sober (песня Big Bang)
«Sober» — второй сингл южнокорейской группы Big Bang с мини-альбома D и шестой из серии MADE, изданный 1 июля 2015 года лейблом YG Entertainment.

## Информация о песне
Первый постер-тизер вышел 27 июня, на нём были указаны название песни и её авторы. Сам сингл вышел 1 июля; накануне издания, 30 июня, был проведён живой отсчёт времени до выхода на сервисе Naver. Строки, которые исполнял G-Dragon были ранее использованы им же во время выступления на церемонии вручения премии Mnet Asian Music Awards 2013 года в качестве вступления к своей песне «Crooked».
Видеоклип к песне «Sober» снял Хан Са Мин, ранее работавший над клипами Big Bang «Loser», «Bad Boy» и «Blue». Журнал Billboard охарактеризовал клип как «сумасшествие в разноцветном мире». Видео к танцевальной летней песне придерживается сезонной стилистики и использует яркие  цвета и образы.

## Продажи
За первую неделю после выхода сингла было продано 276 180 цифровых копий «Sober»; песня заняла первое место корейских хит-парадов, формирующихся на основе цифровых продаж Gaon Digital Chart и Download Chart, а также седьмое место в BGM Chart и Gaon Streaming Chart. На второй неделе песня потеряла позиции и оказалась на 6 месте в хит-параде Digital Chart и на 8 в Download chart, но поднялась выше (на 5 место) в Streaming Chart
«Sober» вошла в американский хит-парад Billboard World Digital Songs, куда входят песни, изданные в других странах, и смогла подняться в нём на 3 место.
Песня заняла 11 место в списке лучших 20 корейских синглов 2015 года в Тайване.

## Отзывы критиков
Песня была положительно оценена музыкальными критиками, которые в позитивном ключе отметили сдвиг жанровой стилистики Big Bang в сторону рока и фанка. Издание Billboard, в частности, отметило «высоко энергичное рок-звучание» и сравнила «Sober» с песней G-Dragon 2013 года «Crooked». В отзыве телеканала Fuse говорится, что песня подойдёт для альтернативных радиостанций и смело может войти в музыкальный тур Warped Tour — известный американский тур альтернативных и рок-исполнителей и групп. Рецензент OSEN назвал «Sober» «задорной летней песней, отлично подходящей для сезона»..

## Позиции в чартах
| Чарт (2015)                               | Наивысшая позиция |
| ----------------------------------------- | ----------------- |
| Japan Hot 100 (Billboard)                 | 24                |
| Еженедельный хит-парад Gaon               | 2                 |
| Мобильный хит-парад Gaon                  | 6                 |
| Ежемесячный хит-парад Gaon                | 4                 |
| Ежемесячный мобильный хит-парад Gaon      | 12                |
| Годовой хит-парад Gaon                    | 42                |
| World Digital Songs (Billboard)           | 3                 |
| World Digital Songs (годовой) (Billboard) | 12                |

### Продажи
| Чарт                             | Продажи   |
| -------------------------------- | --------- |
| South Korean Gaon Download Chart | 1 288 385 |

## Хронология издания
| Страна      | Дата        | Формат               | Лейбл                      |
| ----------- | ----------- | -------------------- | -------------------------- |
| Южная Корея | 1 июля 2015 | цифровая дистрибуция | YG Entertainment, KT Music |
| Мир         | 1 июля 2015 | цифровая дистрибуция | YG Entertainment, KT Music |
| Япония      | 8 июля 2015 | цифровая дистрибуция | YG Entertainment, KT Music |